# 핀란드 일반방송
일반방송 주식회사(핀란드어: Yleisradio Oy 윌레이스라디오 오사케위흐티외[ˈylɛi̯srɑdi̯ɔ ˈosɑkeˌyhtiø][*]), 약칭 위앨에(핀란드어: Yle)는 핀란드 전 지역을 대상으로 하는 핀란드의 공영 방송이다. 방송국의 주 수입원은 핀란드 국민이 내는 수신료이다.
1926년에 헬싱키에서 창립되었다. 현재 방송국 주식의 99.98%를 핀란드 정부가 보유하고 있는 공기업으로, 4개의 텔레비전 채널과 13개의 라디오 채널 및 25개의 지방 방송국을 보유하고 있다. 핀란드의 공용어가 2개(핀란드어와 스웨덴어)인 관계로 스웨덴어 전용 채널을 따로 마련해두고 있다.
1926년 창립 당시부터 유럽방송연합의 회원 방송국이며, 산하에 핀란드 방송 교향악단 등을 두고 있다.

## 역사
- 1926년 : 헬싱키에서 창립.
- 1928년 : 전국 방송 개시.
- 1957년 : 텔레비전 실험방송 실시.
- 1958년 : 텔레비전 본방송 실시. (개국 당시 채널명은 Suomen Televisio)
- 1963년 : 제2 라디오 방송 Rinnakkaisohjelma를 FM으로써 개국. 기존 방송은 Yleisohjelma로 개칭, 스웨덴어 라디오 방송 신설.
- 1964년 : TES-TV와 Tam Visio 방송국을 YLE TV2 채널로 통합.(통합 당시 채널명은 TV-ohjelma 2), 기존의 채널은 TV-ohjelma 1로 변경.
- 1969년 : 컬러 텔레비전 방송 실시.
- 1971년 : TV-ohjelma 1, TV-ohjelma 2 두 채널이 각각 YLE TV1, YLE TV2로 변경.
- 1985년 : Yleisohjelma를 1-verkko로, Rinnakkaisohjelma를 2-verkko로 개칭.
- 1988년 : 스웨덴어 텔레비전 방송 FST 개국. (개국 당시 기존 채널에 블록 편성)
- 1990년 : 라디오 채널 개편. 1-verkko를 Ylen Ykkönen으로, 2-verkko를 Radiomafia로 개칭. 지역 라디오 네트워크 Radio Suomi 결성.
- 2001년 8월 27일 : 디지털 방송 실시. 이에 보도전문채널 YLE 24, 문화 채널 YLE Teema 개국. 스웨덴어 방송 FST가 별도의 채널로 분리.
- 2003년 : Ylen Ykkönen을 YLE Radio 1로 개명. Radiomafia를 YleX와 YleQ로 분리.
- 2006년 8월 : FST가 YLE FST5로 명칭 변경.
- 2006년 9월 : YleQ 폐업.
- 2007년 9월 1일 : 아날로그 방송 종료.
- 2007년 4월 26일 : YLE24가 폐국 되고 YLE Extra로 대체.
- 2007년 12월 31일 : YLE Extra 폐국.
- 2011년 : YLE HD 개국.
- 2012년 3월 : YLE FST5가 Yle Fem으로 명칭 변경.
- 2014년 1월 28일 : YLE HD 방송 종료. YLE TV1, YLE TV2, YLE Fem, YLE Teema가 HD 방송을 시작.
- 2017년 4월 24일 : YLE Teema와 YLE Fem을 YLE Teema & Fem으로 통합.

## 채널

### TV
국내방송
- Yle1 : 뉴스, 교육프로그램, 영화, 오락 프로그램 등
- Yle2 : 어린이 및 젊은 층을 대상으로 한 채널, 그 외 스포츠 중계 등도 실시
- Yle Teema & Fem : 문화・예술・과학 프로그램 및 스웨덴어 방송(핀란드어 자막과 함께 송출)

국제방송
- TV 핀란드 : 디지털 방송. 유럽을 대상으로 YLE와 MTV3(핀란드의 민영방송국)의 프로그램을 방송

### 라디오
국내방송 (아날로그)
- Yle Radio 1 : 문화, 시사, 토크쇼 중심. 그 외 클래식 음악 및 종교 음악 등도 방송
- Yle X : 젊은 층을 대상으로 한 채널. 약 70% 이상이 음악 프로그램
- Yle Radio Suomi : 핀란드 국내 뉴스 및 종교, 오락 프로그램 등
- Yle Radio Extrem 또는 Radio X3M : 스웨덴어를 사용하는 젊은 층을 대상으로 한 채널
- Yle Radio Vega : 스웨덴어 방송
- Yle Sámi Radio : 사프미 지역을 대상으로 한 채널. 사미어로 방송되며, 사프미 지역이 노르웨이와 스웨덴에 걸쳐있는 관계로 양국의 공영방송국(스웨덴 SVT, 노르웨이 NRK)의 협조 하에 방송
- Yle Puhe : 뉴스 및 시사 장르의 토크 중심 방송 (전 Yle Radio Peili)

국내방송 (디지털)
- Ylen Klassinen : DAB, 24시간 방송
- Yle VegaPlus : DAB 방송

국제방송
- Yle Radio Finland : 단파 및 중파, 인터넷으로 방송 실시. 핀란드어, 스웨덴어, 영어, 러시아어 방송
- Yle World 또는 YLE Mondo : 디지털 국제방송. 영어 및 여러 언어로 방송

## 같이 보기
- 핀란드 방송 교향악단